# Rialto (Savone)
Pour les articles homonymes, voir Rialto.
Rialto est une commune de la province de Savone, dans la région Ligurie, en Italie.

## Administration
| Période                                  | Période  | Identité        | Étiquette                | Qualité |
| ---------------------------------------- | -------- | --------------- | ------------------------ | ------- |
| 14 juin 2004                             | En cours | Silvio Casanova | Indipendenti di Sinistra |         |
| Les données manquantes sont à compléter. |          |                 |                          |         |

### Hameaux
Annunziata, Berea, Bianchi, Calvi, Cheirano, Chiazzari, Mulino, Piazza Vecchia, Vene, Villa.

### Communes limitrophes
Bormida, Calice Ligure, Calizzano, Magliolo, Osiglia, Tovo San Giacomo.